# Arado Ar 240
L'Arado Ar 240 era uno zerstörer, tipologia di aereo da caccia pesante bimotore sviluppata su richiesta del Reichsluftfahrtministerium (RLM), multiruolo realizzato dall'azienda tedesca Arado Flugzeugwerke GmbH nei tardi anni trenta e rimasto allo stadio di prototipo.
Progettato per sostituire nei suoi vari ruoli il precedente Messerschmitt Bf 110, venne valutato dalla commissione esaminatrice assieme al concorrente Messerschmitt Me 210, quest'ultimo successivamente risultato vincitore. Tuttavia, a causa dei problemi riscontrati da entrambi i modelli il progetto dell'Ar 240 venne ulteriormente sviluppato fino alla dichiarazione ufficiale dell'assegnazione del concorso al Me 210 ed abbandonato dopo la costruzione di 15 unità tra prototipi ed esemplari di preserie.

## Storia del progetto
Nell'ambito dei propositi di espansione territoriale Adolf Hitler approvò, nell'ottobre 1938, un nuovo programma per lo sviluppo della tecnologia militare nel quale l'aviazione era una delle componenti principali. Nei progetti del Reichsmarschall Hermann Göring, a capo dell'RLM, era necessario istituire 16 Zerstörergeschwader (ZG), reparti equivalenti agli stormi per la Regia Aeronautica equipaggiati con gli zerstörer ovvero un particolare tipo di caccia pesante bimotore. I velivoli in dotazione ai reparti dovevano essere i Bf 110 ed un loro sviluppo più efficiente che, nelle previsioni, ne doveva superare i limiti, il Me 210.
Tuttavia l'RLM emise una specifica per la fornitura di questa tipologia di velivolo alla quale partecipò anche la Arado Flugzeugwerke con un suo progetto che, come prevedeva il capitolato, riguardava un nuovo modello bimotore ad ala bassa che potesse ricoprire quel ruolo principale e, tramite poche modifiche, anche quello di bombardiere con capacità di bombardamento in picchiata, ricognitore e caccia notturno.

## Utilizzatori
Germania
- Luftwaffe

### Velivoli comparabili
Germania
- Messerschmitt Me 210